# غمار نحيل
غمار نحيل (الاسم العلمي: Gammarus gracilis) هو نوع من المفصليات يتبع جنس الغمار من الفصيلة الغمارية.